# Sinopoda suang
Sinopoda suang – gatunek pająka z rodziny spachaczowatych i podrodziny Heteropodinae.

## Taksonomia
Gatunek ten opisany został po raz pierwszy w 2012 roku przez Petera Jägera na łamach „Zootaxa”. Jako miejsce typowe wskazano Tham Ho Neung w laotańskiej prowincji Houaphan. Epitet gatunkowy oznacza po laotańsku „ukryta” i odnosi się do skrytego trybu życia pająka.

## Morfologia
Jedyny zmierzony okaz jest samicą o ciele długości 11,8 mm przy prosomie długości 5,6 mm i szerokości 5,9 mm oraz opistosomie (odwłoku) długości 7,1 mm i szerokości 4,1 mm. U okazu przechowywanego w alkoholu karapaks jest żółtawobrązowy z rudobrązową jamką i promieniście rozchodzącymi się paskami oraz ciemnobrązowymi poprzecznymi przepaskami w tyle, szczękoczułki są ciemnorudobrązowe z podłużnymi paskami, warga dolna rudobrązowa lub żółtobrązowa, sternum bladożółtawobrązowe, odnóża żółtawobrązowe, natomiast opistosoma z wierzchu ciemnobrązwa z kilkoma parami ciemnych łatek, po bokach marmurkowana, a od spodu pozbawiona wzoru. Kądziołki przędne są rudobrązowe. Szczękoczułki mają trzy zęby na krawędzi przedniej i cztery na tylnej. Nogogłaszczki samicy mają pazurki z siedmioma ząbkami. Genitalia samicy mają szersze niż dłuższe pole epigynalne, pozbawione sensillów szczeliniastych i pasm przednich. Kieszonki epigynalne biegną równolegle do tylnych krawędzi płatów bocznych, będąc niemal półokrągłymi. Boczne płaty wulwy są zlane, w tyle zaopatrzone w szerokie wcięcie pośrodkowe. Epigyne pozbawione jest bruzd bocznych. Wyrostki gruczołowe są wąskie, długie i nieco rozbieżne w tyle, z tyłu szersze niż z przodu. Część równoległa układu kanalików wewnętrznych jest długa. 

## Rozprzestrzenienie
Pająk orientalny, endemiczny dla Laosu, znany tylko z lokalizacji typowej na terenie prowincji Houaphan. Odnaleziony w jaskini na wysokości 750 m n.p.m.